# At Newport 1960
| 전문가 평가     | 전문가 평가 |
| 평가 점수       | 평가 점수   |
| 출처            | 점수        |
| --------------- | ----------- |
| All About Jazz  | (favorable) |
| AllMusic        | [ 2 ]       |
| Blues Access    | (favorable) |
| fRoots          | (favorable) |
| Southwest Blues | (favorable) |

《At Newport 1960》은 미국의 블루스 음악가 머디 워터스가 1960년 7월 3일, 뉴포트 재즈 페스티벌에서 공연하는 동안 녹음한 라이브 음반이다. 그의 오랜 백업 밴드와 함께 워터스는 그의 오래된 인기 곡들과 몇몇 새로운 곡들을 혼합하여 연주한다.
체스 레코드는 1960년 12월, 미국에서 이 음반을 발매했다. 2001년, 1960년 6월, 시카고에서 추가로 녹음된 3곡의 리마스터드 버전을 발행했다.
《At Newport 1960》은 때때로 최초의 라이브 블루스 음반으로 언급되며 비판적인 찬사를 받았다. 《롤링 스톤》은 이 음반을 역사상 가장 위대한 음반 500장 목록에 348위에 포함시켰다. 《The Best of Muddy Waters》(1958년)에 수록된 곡들과 함께 이 음반은 미국과 영국의 떠오르는 젊은 화이트 블루스 장면에 중요한 영향을 끼쳤다.

## 배경
머디 워터스는 1950년대에 가장 인기 있는 블루스 아티스트 중 한 명이었다. 1948년부터 그는 《빌보드》 리듬 앤 블루스 레코드 차트에 15개의 싱글 음반을 냈다. 그의 데뷔 음반 《The Best of Muddy Waters》 (1958년)에는 그의 히트곡 중 12개가 수록되어 있었다. 그러나 1960년경에는 전통적인 블루스 관객들이 시카고 스타일의 블루스에서 벗어나 보다 세련된 리듬 앤 블루스와 솔 사운드로 옮겨가고 있었다. 체스는 블루스 음악가 빅 빌 브룬지가 부른 노래에 대한 머디 워터스의 해석을 모은 《Sings Big Bill Broonzy》 (1960년)를 발매했다. 뉴포트 재즈 페스티벌에서 공연할 때 그의 일렉트릭 블루스 밴드는 오티스 스팬 (피아노, 보컬), 팻 헤어 (기타), 제임스 코튼 (하모니카), 앤드류 스티븐스 (베이스), 프랜시스 클레이 (드럼)로 구성되었다.

## 커버 아트
커버 아트에는 뉴포트 재즈 페스티벌의 머디 워터스가 세미어쿠스틱 기타를 들고 있는 모습이 그려져 있다. 사진작가 윌리엄 클랙스톤이 커버 포즈를 취하라고 하자 워터는 펜더 텔레캐스터 (콘서트 도중 연주한 것)를 무대에 남기고 대신 친구 존 리 후커의 세미어쿠스틱 기타를 들고 있었다.

## 곡 목록
| #  | 제목                             | 작사·작곡              | 재생 시간 |
| -- | -------------------------------- | ---------------------- | --------- |
| 1. | 〈I Got My Brand on You〉        | 윌리 딕슨              | 4:24      |
| 2. | 〈I'm Your Hoochie Coochie Man〉 | 딕슨                   | 2:50      |
| 3. | 〈Baby, Please Don't Go〉        | 머디 워터스            | 2:52      |
| 4. | 〈Soon Forgotten〉               | 세인트루이스 지미 오든 | 4:08      |
| 5. | 〈Tiger in Your Tank〉           | 딕슨                   | 4:12      |
| 6. | 〈I Feel So Good〉               | 빅 빌 브룬지           | 2:48      |
| 7. | 〈Got My Mojo Working〉          | 프레스턴 포스터        | 4:08      |
| 8. | 〈Got My Mojo Working, Part 2〉  | 포스터                 | 2:38      |
| 9. | 〈Goodbye Newport Blues〉        | 랭스턴 휴스, 워터스    | 4:38      |